# ثانماثرا
ثانماثرا (بالماليالامية: തന്മാത്ര)‏ وتعني جزيء بالعربية، هو فيلم دراما هندي باللغة الماليالامية كُتب وأُخرج بواسطة بليسي، بناء على القصة قصيرة «أورما» للكاتب بادماراجان. ويحكي قصة تأثيرات مرض آلزهايمر على حياة رمسان ناير (موهانلال) وعائلته. جمع الفيلم قيمة ميزانيته ثلاث مرات في البوكس أوفيس واستمر عرضه لمدة 150 يوما. فاز ثانماثرا بخمس جوائز ولاية كيرالا للأفلام هي: أفضل فيلم، أفضل ممثل، أفضل مخرج، أفضل سيناريو وجائزة الذِكر الخاص للعمل الأول للممثل أرجن لال. كما فاز بأفضل فيلم باللغة الماليالامية في الدورة 53 من جوائز السينما الوطنية.

## روابط خارجية
- ثانماثرا على موقع IMDb (الإنجليزية)
- ثانماثرا على موقع روتن توميتوز (الإنجليزية)
- ثانماثرا على موقع قاعدة بيانات الفيلم (الإنجليزية)
- ثانماثرا على موقع ليتربوكسد (الإنجليزية)
- ثانماثرا على موقع كينوبويسك (الروسية)
- Thanmathra  في قاعدة بيانات الأفلام على الإنترنت (بالإنجليزية)